# John Sandblom (tandläkare)
John Nicolaus Sandblom, född 6 juli 1871 i Friggeråkers församling, Skaraborgs län, död 24 juli 1948 i Stockholm, var en svensk tandläkare och seglare. Han var far till Philip och Carl Sandblom.
Sandblom blev Doctor of Dental Surgery vid Northwestern University i Chicago 1900 och demonstrator där samma år. Han var bestyrer för Tandlægeinstituttet i Norge 1905–1909 och medlem av norska kommissionen för tandlægeexamen 1908. Han var ordförande i Svenska Tandläkare-Sällskapet 1919–1921, 1930–1932 och 1934–1936, senare förste och ende hedersordförande där samt ordförande och ledamot av flera kommittéer i tandläkarfrågor. 
Sandblom blev konungens tandläkare 1922 och var förste hovtandläkare 1924–45. Han blev hedersdoktor vid Northwestern University i Chicago 1927, hedersledamot av British Dental Association 1936, av Deutsche Gesellschaft für Zahn-, Mund- und Kieferheilkunde 1938 samt av de finländska, norska och danska tandläkarsällskapen. Han författade Lærobog i Tandlægekunst (1910) samt ett flertal artiklar i in- och utländska tandläkartidskrifter.
Sandblom seglade för KSSS. Han blev olympisk bronsmedaljör i Amsterdam 1928. Sandblom är begravd på Norra begravningsplatsen utanför Stockholm.